# Neuere Skandinavistik
Die Neuere Skandinavistik ist ein Fachgebiet der Skandinavistik, welche sich mit der Literatur und Kultur Skandinaviens seit der Reformation auseinandersetzt. Gegenstände der neueren Skandinavistik sind skandinavische Literaturgeschichte, Literaturtheorie, Literaturrezeption und zum Teil Kulturgeschichte. 
Die modernen skandinavischen Sprachen sind Schwedisch, Dänisch, Norwegisch, Isländisch und Färöisch. An einigen Instituten der Skandinavistik wird darüber hinaus auch Finnisch angeboten.